# 화동서원
화동서원(華東書院)은 전북특별자치도 고창군 대산면 매산리에 있다. 2004년 6월 8일 고창군의 향토문화유산 제5호로 지정되었다.

## 지정 사유
문안공 김양감은 광산인으로 1796년(정조20, 병오)에 후손들이 광주 평장동에 사우를 건립하고 봉향하다가 조령으로 훼철되었다. 사은 김승길과 매은 김오행은 1932년에 송조헌, 김기상, 정직원, 양인묵, 김긍현, 강상훈 등이 전국에 발문하여 장성에 경현사를 설립하고 고려말 충신들과 함께 배향되었으나 일제의 탄압으로 사우가 훼철되어 매은선생 묘사에 임시 봉안하였다. 광복 후 1957년에 유림들의 공론으로 이곳 무장 교동 매은묘사의 북쪽에 사우를 짓고 문안공 김양감, 전리판서 김인우, 사은 김승길, 매은 김오행 등 제분의 위패를 봉안하였다.

## 같이 보기
- 고창 화동서원 정모재 - 전라북도 문화재자료 제190호